# مساحة عمل
مساحة العمل (بالإنجليزية: Workspace) هو مصطلح يستخدم في مختلف فروع الهندسة والتنمية الاقتصادية حيث قد يشمل هذا المصطلح مكاتب ومقرات للأعمال أو في جانب تقني لتطوير البرمجيات.

## تطوير الأعمال

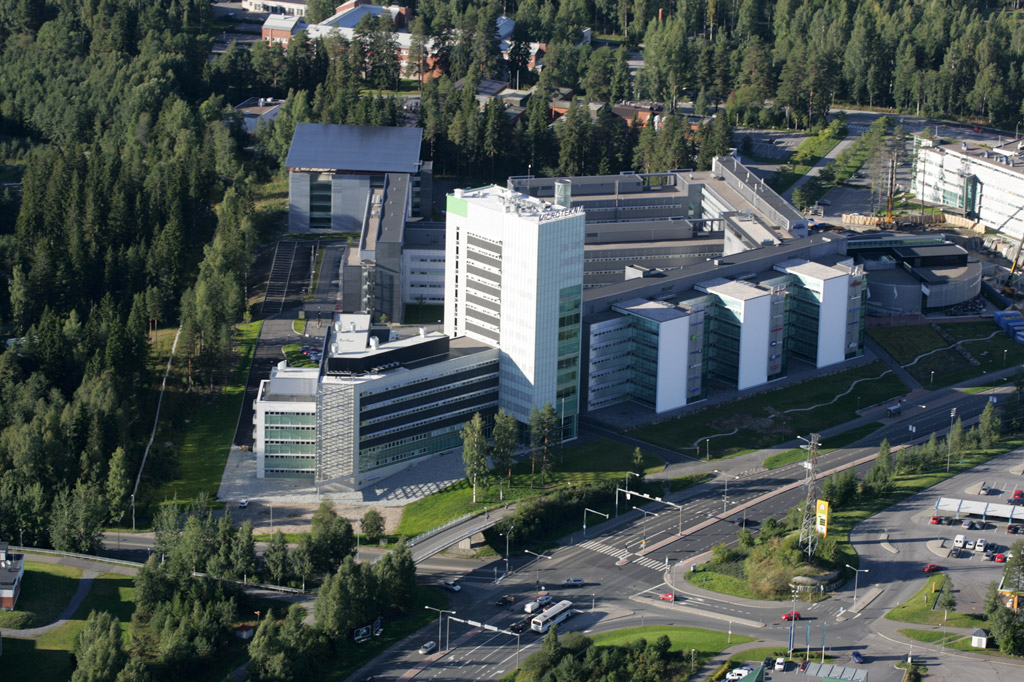
مجمع كوبيو للعلوم في فنلندا

يشير مصطلح مساحة العمل إلى المباني الصغيرة التي توفرها غالبًا المؤسسات الحكومية أو هيئات التنمية الاقتصادية لمساعدة الشركات الجديدة والناشئة على تأسيس نفسها. عادةً ما تشمل مساحات العمل مكاتب تقسم بين هذه الشركات الصغيرة لدعمها بل تُوفر لهم أيضًا خدمات وشبكات علاقات إدارية لربطهم بمنظمات تمويل، فضلاً عن دعم تلك الشركات الناشئة المتجاورة في مساحات العمل لبعضها. تتراوح سلسلة التطور المستمر من خلال فئات مثل "مساحات العمل المُدارة" و "حاضنات الأعمال" و "تعاونيات الأعمال والتوظيف". في المدن، قد تقوم الجهات الحكومية بإنشاء مساحات العمل في مبانٍ قديمة ولكن ترغب في الاحتفاظ بها كمعلم ولهذا تستغل كمساحات عمل، بينما بعض البلدان تنشئها في مجمعات أعمال ومكاتب افتراضية ومجمعات تقنية وعلمية.

## التكنولوجيا والبرمجيات

### تطوير البرمجيات
مساحة العمل (غالبًا) هي ملف أو مجلد يسمح للمستخدم بجمع العديد من ملفات وموارد التعليمات البرمجية المصدر والعمل معها كوحدة متماسكة.